# Thomas Sørensen
Thomas Løvendahl Sørensen (* 12. Juni 1976 in Fredericia) ist ein ehemaliger dänischer Fußballtorwart. Von 1998 bis 2015 stand er in England für den AFC Sunderland, für Aston Villa und für Stoke City zwischen den Pfosten. Zwischen 1999 und 2012 absolvierte er 101 Länderspiele für die dänische Nationalmannschaft und war als Nachfolger von Peter Schmeichel Stammkeeper bei der WM 2002, der Euro 2004 und der WM 2010.

## Vereinskarriere

### Laufbahnstart in Dänemark (bis 1998)
Sørensen stammt aus der dänischen Ortschaft Assens und spielte in seiner Jugend für kleinere Vereine in Erritsø und Assens. Später ging er in die Jugend von Odense BK. 1993 unterzeichnete er einen Vertrag als Amateur, wurde aber schnell zum Profi. Er wurde der Ersatzmann von Lars Høgh, absolvierte aber kein Spiel in der dänischen Superliga für Odense.
Während der Saison 1995/96 wurde er an Vejle BK ausgeliehen. Eigentlich als Ersatzmann verpflichtet, machte er sein erstes Profispiel im März 1996 und bestritt drei Spiele in Folge. Insgesamt absolvierte er sechs Partien für Vejle BK. Nach einer 0:1-Niederlage gegen Viborg FF wurde er von Trainer Ole Fritsen aus dem Tor genommen. Im Sommer 1996 brach er sich den Arm, setzte aber seine Leihe bei Vejle BK bis 1997 fort. Er bestritt keine Partie mehr für den Verein. Von Odense wurde er erneut ausgeliehen, diesmal an den Zweitligisten Svendborg fB. Er stand die komplette Saison 1997/98 im Tor der Mannschaft.

### AFC Sunderland (1998–2003)
Im Sommer 1998 wechselte er zum damaligen englischen Zweitligisten AFC Sunderland. Kaum jemand außerhalb von Dänemark hatte vorher etwas von Sørensen gewusst, als der damalige Trainer Peter Reid ihn verpflichtete. Die Ablöse für den damals 22-jährigen betrug £500.000. Sørensen wurde als Ersatz für Lionel Pérez verpflichtet, der den Verein ablösefrei in Richtung Newcastle United verlassen hatte. Auf Anhieb setzte sich der Neuling im englischen Fußball sportlich durch, wobei ihm zugutekam, dass er aufgrund seiner Größe von 1,96 Metern eine hohe physische Präsenz ausstrahlte und darüber hinaus mittels lautstarker Kommandos Führungsqualitäten offenbarte. Gleich in seiner ersten Saison schaffte er mit der Mannschaft den Aufstieg in die Premier League. Dabei stellte er einen neuen Vereinsrekord auf, indem er 30 Mal ohne Gegentreffer blieb. Zudem hatte er nur ein Ligaspiel verpasst, nachdem er sich in der Partie gegen Bradford City bei einer Rettungsaktion eine Gehirnerschütterung eingehandelt hatte. Weitere persönliche Erfolge in der Saison 1998/99 waren das gewonnene Elfmeterschießen im Ligapokalachtelfinale gegen den FC Everton sowie die Auszeichnung zum „Spieler des Monats“ im Dezember 1998.
Nach dem Erstligaaufstieg etablierte sich Sørensen rasch in der höchsten englischen Spielklasse. Die überraschend gute Platzierung des AFC Sunderland auf dem siebten Rang wurde dabei zu einem Großteil auch seinen Leistungen zugeschrieben, da er häufig mit guten Reflexen in spielentscheidenden Phasen Rückstände verhinderte. In der Art, die Viererabwehr vor sich lautstark zu dirigieren, erinnerte er an seinen bei Manchester United aktiven Landsmann Peter Schmeichel. Weitere Popularität bei den eigenen Fans errang der mittlerweile als einer der besten Premier-League-Torhüter anerkannte Sørensen durch einen gehaltenen Elfmeter gegen Alan Shearer, der am 18. November 2000 den 2:1-Sieg gegen den Erzrivalen aus Newcastle sicherte. Aufgrund seines oft sehr wagemutigen Einsatzes ohne Rücksicht auf die eigene Gesundheit musste er dazu verletzungsbedingt sowohl gegen den FC Arsenal als auch gegen Manchester United das Spielfeld vorzeitig verlassen.
Nach einer nächsten Endplatzierung in der oberen Tabellenhälfte 2001 fand sich Sørensen mit Sunderland ab der Saison 2001/02 nur noch im Abstiegskampf wieder. Die sportliche Abwärtsentwicklung des Klubs wirkte sich zeitweilig auf die Leistungen des dänischen Torwarts aus, dem ungewohnt viele Fehler unterliefen. Dessen ungeachtet rettete er der Mannschaft auch in einigen Partien wichtige Punkte zum letztlich knappen Klassenerhalt – darunter waren besonders die drei Punkte gegen Newcastle im August 2001 zu nennen. Während der Saison 2002/03 kugelte sich Sørensen in der Partie gegen den FC Arsenal einem Ellenbogen aus, wodurch er von Oktober 2002 bis Januar 2003 ausfiel. Zum Ende der Saison 2002/03 stieg Sunderland ab und da den Klub neben den sportlichen Problemen auch finanzielle Sorgen plagten, überraschte es wenig, dass Sørensen zum Verkauf stand.

### Aston Villa (2003–2008)
Für 2,25 Millionen Pfund wechselte Sørensen im August 2003 als Nachfolger von Peter Enckelman zu Aston Villa. Bei den „Villans“ wurde er schnell zum Stammspieler und in den ersten drei Spielzeiten stand er in nur vier Ligaspielen nicht in der Startformation. In der Saison 2003/04 absolvierte er mit Ausnahme einer Auswechslung nach gut 50 Minuten gegen die Wolverhampton Wanderers in allen Pflichtspielen sämtliche Einsatzminuten im Tor. Dabei sorgte speziell die Leistung gegen den FC Middlesbrough (2:1) in der Schlussphase der Saison dafür, dass ihn der Anhang von Aston Villa als Neuling endgültig „akzeptierte“. Weiteres Highlight war sein Auftritt am 21. Januar 2006 an der White Hart Lane, als er mit außergewöhnlich vielen Paraden das 0:0 gegen Tottenham Hotspur fast im Alleingang sicherte.
Gegen eben jenes Tottenham musste Sørensen im Oktober 2006 infolge einer Schulterverletzung aus einem Länderspiel aussetzen. Kurz darauf sorgte Ende November eine Knieverletzung aus einer Partie gegen Middlesbrough für eine lange Pause bis kurz nach dem Jahreswechsel, bevor er bis zum Ende der Saison 2006/07 wieder als Stammkeeper ins Tor der Villans zurückkehrte. In der Vorbereitung zur folgenden Saison 2007/08 verletzte sich Sørensen, worauf er in der Hackordnung hinter dem auf Leihbasis verpflichteten Scott Carson sowie Stuart Taylor zurückfiel. Daraufhin äußerte er im Dezember 2007 den Wunsch, den Verein zu verlassen. Ein vorzeitiger Wechsel zu einem anderen Klub kam jedoch nicht zustande und so lief Sørensens Vertrag Mitte 2008 aus, ohne dass der vormalige Stammkeeper noch einmal zum Einsatz gekommen war.

### Stoke City (2008–2015)
Ende Juli 2008 absolvierte Sørensen ein Probetraining beim Erstligaaufsteiger Stoke City; Trainer Tony Pulis zeigte sich erfreut, den erfahrenen Dänen ablösefrei unter Vertrag nehmen zu können. Der Neuling verdrängte Steve Simonsen als Nummer 1 und absolvierte 36 Ligaeinsätze auf dem Weg zum sicheren Klassenerhalt auf dem zwölften Rang. Schlagzeilen hatte dazu im Oktober 2008 ein Zweikampf mit Alan Hutton von Tottenham Hotspur gemacht, in dem sich Sørensen schwer an der Augenhöhle verletzt hatte. Sørensen unterstellte Hutton Absicht und stufte es als „wundersam“ ein, dass größerer Schaden bis hin zum Verlust seines Sehvermögens ausgeblieben war. Auch in der folgenden Spielzeit 2009/10 war Sørensen Stammkeeper bei Stoke City und im November 2009 verlängerte er seine Vertragslaufzeit bis Ende der Saison 2010/11. Neben einer weiteren guten Platzierung in der Liga hielt er im Saisonverlauf fünf von sechs Elfmetern. Im folgenden Jahr vertraute Trainer Pulis jedoch in den Ligaspielen meist auf den im Februar 2010 verpflichteten Asmir Begović. Sørensen hingegen stand in den FA-Cup-Partien zwischen den Pfosten. Darunter war auch das Finale gegen Manchester City, das mit 0:1 verloren ging.
Pulis verteilte die Rollen auch in der Saison 2011/12 auf diese Weise und Sørensens Einsätze blieben in der Regel auf den Pokalwettbewerb und die Europa League beschränkt. Nur eine kleinere Schwächeperiode bei Begović sorgte kurzzeitig dafür, dass der Däne auch in einigen Ligapartien wieder vertreten war. Im Dezember 2011 verlängerte Sørensen seinen Vertrag bei Stoke City bis zum Ende der Spielzeit 2013/14. Dessen ungeachtet blieb seine Rolle wieder auf die des Ersatzmanns und „Pokaltorhüters“ beschränkt, was auch daran lag, dass sich Begović äußerst leistungsstark zeigte. Da mit Jack Butland ein weiterer talentierter Torwart verpflichtet und Trainer Pulis 2013 durch Mark Hughes ersetzt wurde, stellte sich für Sørensen nach einer Saison 2012/13 ohne einen einzigen Ligaeinsatz die Frage nach seiner sportlichen Perspektive im Verein. Nach über 20 Monaten kam er am 26. Dezember 2013 aufgrund einer Verletzung von Begović zu seinem nächsten Premier-League-Einsatz. Im Spiel gegen Newcastle United hielt er zwar einen Elfmeter, aber nach zwei roten Karten für Stoke City wurde die Partie mit 1:5 verloren. In den nächsten beiden Partien blieb Sørensen in der Mannschaft, bevor er sich selbst verletzte und durch Butland ersetzt wurde. Als Begović zurückkehrte und Butland an Leeds United ausgeliehen wurde, fügte sich Sørensen wieder in die Rolle des zweiten Torhüters. Im Mai 2014 verlängerte er seine Vertragslaufzeit um ein weiteres Jahr.

### Melbourne City (2015–2017)
Im August 2015 schloss sich Sørensen dem australischen Klub Melbourne City FC an. Dort verbrachte er zwei Jahre und gewann 2016 den FFA Cup; beim Finalsieg saß er als zweiter Torwart hinter  Dean Bouzanis auf der Ersatzbank. Im Juli 2017 beendete er seine Karriere im Alter von 41 Jahren.

## Nationalmannschaft
Mit 17 Jahren spielte Sørensen zum ersten Mal für die dänische U-21-Auswahl. Im November 1999 gab er gegen Israel sein Länderspieldebüt für die A-Nationalmannschaft Dänemarks und kurz darauf wurde er für die Euro 2000 als Ersatztorhüter mitgenommen. Im November 2000 feierte er gegen Deutschland (2:1) seinen Einstand in der Startelf und nach dem Rücktritt von Peter Schmeichel übernahm er im Jahr 2001 den Platz als Stammtorwart. Bei der WM 2002 und der EM 2004 kam er jeweils in allen vier Spielen der Dänen zum Einsatz. Sechs Jahre später absolvierte er anlässlich der WM 2010 in Südafrika sein drittes und letztes Endrundenturnier. Dabei hatte er sich im Vorfeld noch am Ellenbogen verletzt, war aber nach unveränderter Nominierung durch Trainer Morten Olsen zum ersten Gruppenspiel rechtzeitig fit geworden. Am Ende schied er jedoch mit Dänemark nach dem Ende der Gruppenphase vorzeitig aus dem Turnier aus.
Am 29. Februar 2012 machte er beim Freundschaftsspiel gegen Russland sein 100. Länderspiel. Sørensen wurde im Mai 2012 von Olsen für das vorläufige Aufgebot zur EM 2012 nominiert, verletzte sich jedoch bei einem Vorbereitungsspiel gegen Brasilien im Hamburger Volksparkstadion. Tage später musste Sørensen seine Teilnahme an der Europameisterschaft absagen. Im nächsten Vorbereitungsspiel gegen Australien sowie im Turnier wurde er durch Stephan Andersen vertreten. 
Im August 2012 trat er aus der Nationalmannschaft zurück.

## Sonstiges
Thomas Sørensen ist seit 2001 verheiratet und Vater einer Tochter und eines Sohnes.

## Titel/Auszeichnungen
- FFA Cup (1): 2016[27]